# Мориц Вильгельм Саксен-Мерзебургский
Мориц Вильгельм Саксен-Мерзебургский (нем. Moritz Wilhelm von Sachsen-Merseburg; 5 февраля 1688 — 21 апреля 1731) — герцог Саксен-Мерзебургский.

## Биография
Мориц Вильгельм был вторым сыном Саксен-Мерзебургского герцога Кристиана II и его жены Эрдмуты Доротеи. Когда 20 октября 1694 года скончался его отец, то герцогство перешло к старшему сыну Кристиану III Морицу, однако тот пережил отца лишь на 25 дней. В связи с тем, что Морицу Вильгельму было всего 6 лет, курфюрст Саксонии Фридрих Август I взял на себя формальное регентство, на деле же всеми делами и воспитанием нового герцога занималась вдова покойного Эрдмута Доротея, а также дядя Морица Вильгельма — Август Саксен-Мерзебург-Цёрбигский.
В 1709 году Мориц Вильгельм достиг совершеннолетия. Однако из-за того, что Саксен-Мерзебург был секундогенитурным владением, большинство вопросов всё равно решалось в Дрездене, и Мориц Вильгельм не мог сильно влиять на управление герцогством. Благодаря своему покровительству наукам и искусствам, Мориц Вильгельм вошёл в историю как «герцог-виолинист». Именно при Морице Вильгельме в Мерзебурге получил музыкальное образование Иоганн Иоахим Кванц, работал изобретатель Иоганн Эрнст Элиас Весслер.
В связи с тем, что после смерти Морица Вильгельма у него не осталось наследников мужского пола, герцогство унаследовал дядя Генрих.

## Семья и дети
4 ноября 1711 года Мориц Вильгельм женился в Идштайне на Генриетте Шарлотте Нассау-Идштейнской, дочери князя Георга Августа Нассау-Идштейнского. У них была одна дочь:
- Фридерика Ульрика (1720—1720)